# FFTPACK
FFTPACK是使用Fortran语言编写的快速傅立叶变换程序库。它提供了复数、实数、正弦、余弦以及四分之一波等变换。其开发者是国家大气研究中心的Paul Swarztrauber。该程序库属于数学程序库SLATEC的一部分。
它的大部分内容都有C和Java的版本。